# Gibles
Gibles település Franciaországban, Saône-et-Loire megyében. Lakosainak száma 569 fő (2022. január 1.). Gibles Ozolles, Aigueperse, Bois-Sainte-Marie, Châtenay, Colombier-en-Brionnais, Curbigny, Matour, Montmelard és Varennes-sous-Dun községekkel határos.

## Népesség
A település népességének változása:
| Lakosok száma | 610  | 601  | 624  | 590  | 586  | 581  | 577  | 572  | 569  |
|               | 2013 | 2015 | 2016 | 2017 | 2018 | 2019 | 2020 | 2021 | 2022 |